# Matt Willig
Matthew Joseph Willig (La Mirada, 21 de janeiro de 1969) é um ator e ex-jogador profissional de futebol americano estadunidense que foi campeão da temporada de 1999 da National Football League jogando pelo St. Louis Rams.